# Cerkiew św. Jerzego w Strzelcach (1845–1938)
Cerkiew św. Jerzego – cerkiew unicka, a następnie prawosławna w Strzelcach, istniejąca w latach 1845–1938.
Istnienie prawosławnej parafii w Strzelcach jest udokumentowane od 1507. Po zawarciu unii brzeskiej i przystąpieniu do niej prawosławnej eparchii chełmskiej parafia w Strzelcach również zmieniła wyznanie. Powstała w XVI w. świątynia spłonęła w 1845. Na miejscu starszej cerkwi w ciągu dwóch kolejnych lat wzniesiono nową. Świątynia przypominała swoją architekturą kościoły rzymskokatolickie. W 1875 proboszcz parafii w Strzelcach przeszedł na prawosławie.
Cerkiew została zamknięta po I wojnie światowej. W okresie dwudziestolecia międzywojennego była udostępniana do celów kultowych tylko kilkakrotnie, dzięki interwencjom ukraińskich posłów na sejm. Ostatecznie w lipcu 1938 została zniszczona w czasie akcji polonizacyjno-rewindykacyjnej, wpisującej się w szerszą politykę ograniczania liczby cerkwi prawosławnych w II RP. Z wyposażenia budynku przetrwały dwie ikony, przeniesione do cerkwi św. Jana Teologa w Chełmie, przedstawiające Opiekę Matki Bożej oraz św. Jerzego. Pierwotnie w obiekcie znajdował się ikonostas z sześcioma ikonami.
Na miejscu po zburzonej cerkwi znajduje się kamienny krzyż pamiątkowy.